# フォード・フェスティバ
フォード・フェスティバ（Ford Festiva）はマツダと起亜自動車が生産し、フォードの販売網で日本や米国などで発売されたサブコンパクトカー（バジェットカー）である。

## 歴史

### 初代 DA3PF/DA3PE/DA1PF/DAJPF型 （1986年 - 1993年）
マツダが開発して当時のオートラマ（現フォード店）で販売されていた車種。3ドアハッチバックでブリスターフェンダーがデザイン上の特徴である。直列4気筒SOHCの1,100 ccと1,300 ccが用意された。また、商用車仕様（ライトバン）として室内後部を荷室優先の造りとしたフェスティバ・カーゴ（CARGO）も存在した。
エンジンは後にファミリアや、排気量を上げ縦置きとなってユーノス・ロードスターにも採用される事になるB型エンジンで、これは新規開発されたものであった。トランスミッションは、1,100 ccは4速マニュアルのみ、1,300 ccは5速マニュアルと3速ATが用意されていた。ダッシュボード内にクーラーボックスを備え、リアシートのスライド機能やリクライニング機能、全席フルフラットにもなる多彩なシートアレンジメントが可能であった。これらの特色は、発展型となるマツダ・デミオにも引き継がれる事になる。
現在の軽自動車と同等の全長とホイールベースによる取り回しの良さとその使い勝手やキャンバストップと呼ばれるオープンカー気分が味わえるサンルーフと、ヨーロピアンテイストのスタイルが女性ユーザーに人気を集め、日本フォードブランドで最大のヒット車種となった。当時の様子は映画『ウホッホ探検隊』で見る事ができる。尾崎亜美の音楽とともに田中康夫がフェスティバのPVに起用され、キャンバストップを自分の言葉で語るなど、宣伝にも力が入れられ、オートラマオリジナルブランドの車両として、そのイメージを牽引する役目を担っていた。
代表格のキャンバストップの他に、車内からスイッチでコントロール出来る減衰力可変式ショックアブソーバーを備えたスポーティーグレード「S」や、各国フォード共通の最高級グレードである「GHIA」、中間グレードとも言える「GL」、廉価グレードの「L」という展開で発売された。キャンバストップは単独グレードの「CANVAS TOP」のみに設定され、他グレードはクローズドボディである(グレードによりスライディングルーフがオプションとして選べた)。
その後のマイナーチェンジで、キャブレター車のオートチョーク化に伴いチョークノブの廃止、メーター周りの文字色（橙色→白色）と照明色（橙色→緑色）の変更がなされ、ラグジュアリーグレード「GHIA」のシートが本革となる。1986年12月には新たにファミリア用1.6 L（B6型）エンジンをショートストローク化した、1.3 L 88 psのBJ型 DOHCエンジンを搭載した「GT」と「GT-X」が追加。当初GT・GTX共にクローズドボディのみだったが、後にフェスティバDC（DOHC-CANVAS TOP）が発売され、CMソングに浜田麻里のFOREVERが起用された。
またモデル末期には「GT-X」をベースに、ドイツのスカラ社がデザインした、往年のアバルトやアルファロメオの雰囲気にも通ずる、ロッソコルサ（イタリアのレーシングカーのナショナルカラーである、鮮やかな赤）の外板色に、丸型ヘッドランプのフロントフェイスを持つ「GT-A」が、300台限定で発売されている。実際のレーシングカーの識別色よろしく鼻先のみ白に塗り分けられていたが、派手な外観を好まない向きも考慮し、識別色なし赤一色のモデルも用意された。外板や前後バンパーの変更により重量がわずかに増加しており、それに伴う排出ガス規制の重量ランクの変更による再申請を不要とするため、メーカー出荷時にエアコンは装着されておらず、ディーラー取り付けとされた。「GT-A」の企画は、無類のエンスージアストとしても知られ、当時オートラマに在籍していた中島秀之が手がけた。
1992年（平成4年）12月に生産を終了。

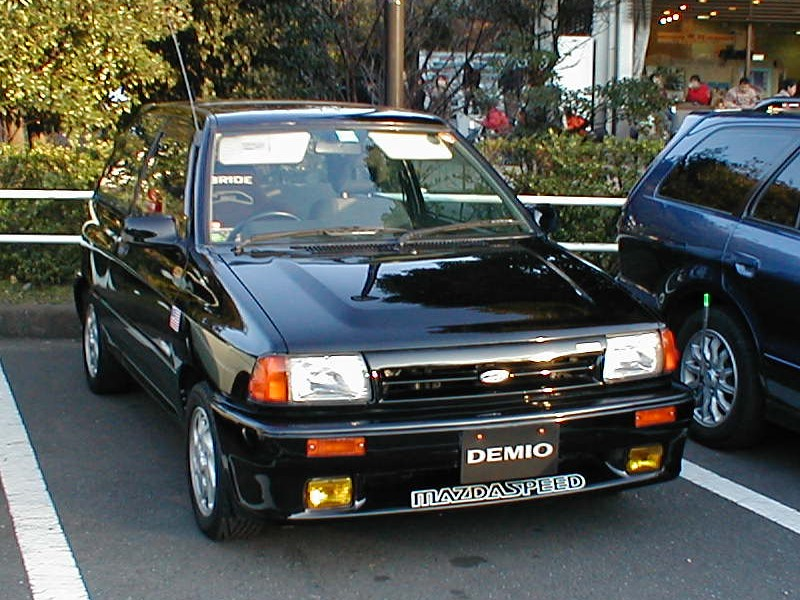
GT-X
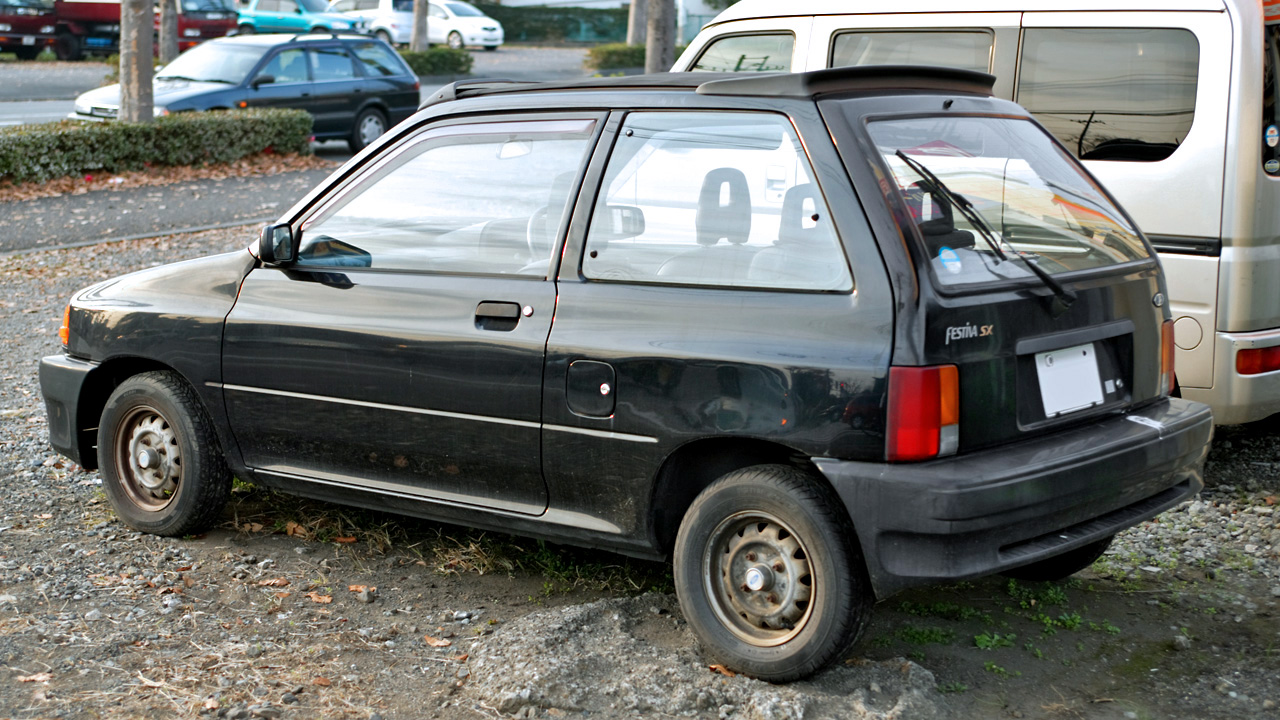
1.3 SX キャンバストップ
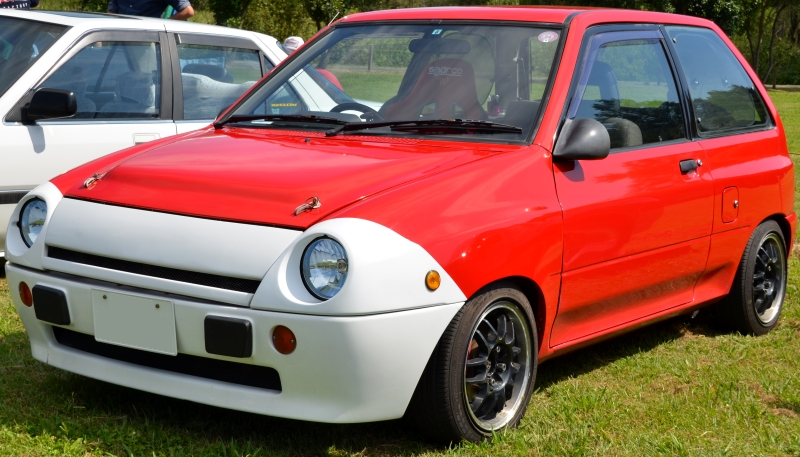
GT-A

#### キア・プライド（第1世代）
韓国の起亜自動車ではキア・プライドという名称で生産・販売されていた。ボディタイプは3ドアハッチバックの他、5ドアハッチバック、4ドアセダン（プライド・ベータ）、4ドアセダンをベースとしたステーションワゴンがラインアップされた。
このモデルについては起亜ブランドでの輸出と並行し、北米、台湾、オーストラリアなどを始めとして、世界各地のフォードディーラー向けの生産や他自動車メーカーでの生産に関する技術供与を起亜が主導で行った。
モデル末期には日本市場においても起亜製5ドアハッチバックと4ドアセダンが相次いで輸入され、それぞれフォードブランドでフェスティバ5、フェスティバβとしてオートラマから発売された。なお、両者ともに左ハンドル仕様で販売されており、国内販売は低迷した。
海外生産が行われた拠点の内、イランの自動車メーカー・サーイパーではハッチバックやセダンの他、技術移転元の韓国同様多彩なバリエーションに加え、韓国でも設定の無かったピックアップトラックが用意され、2015年（平成27年）現在でも外観のマイナーチェンジを受けながら、この型の生産・販売が続いている。
なお、第2世代のプライドに関してはキア・リオを参照のこと。

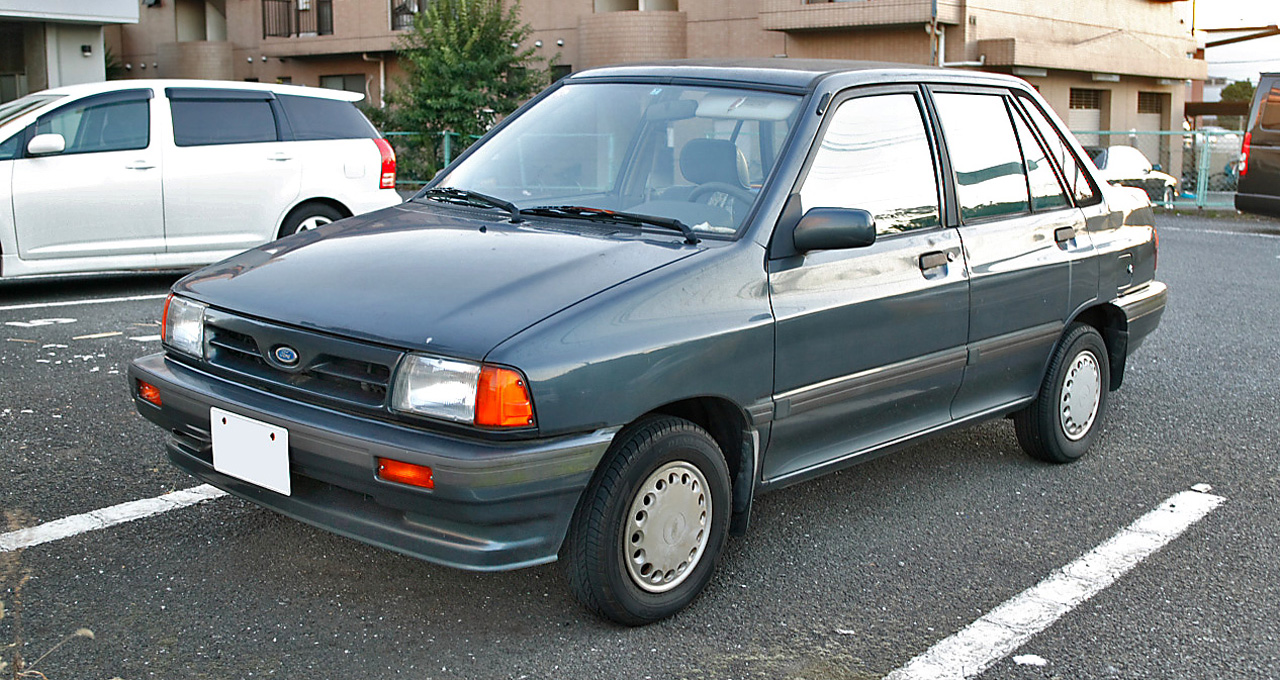
フェスティバβ （起亜製）
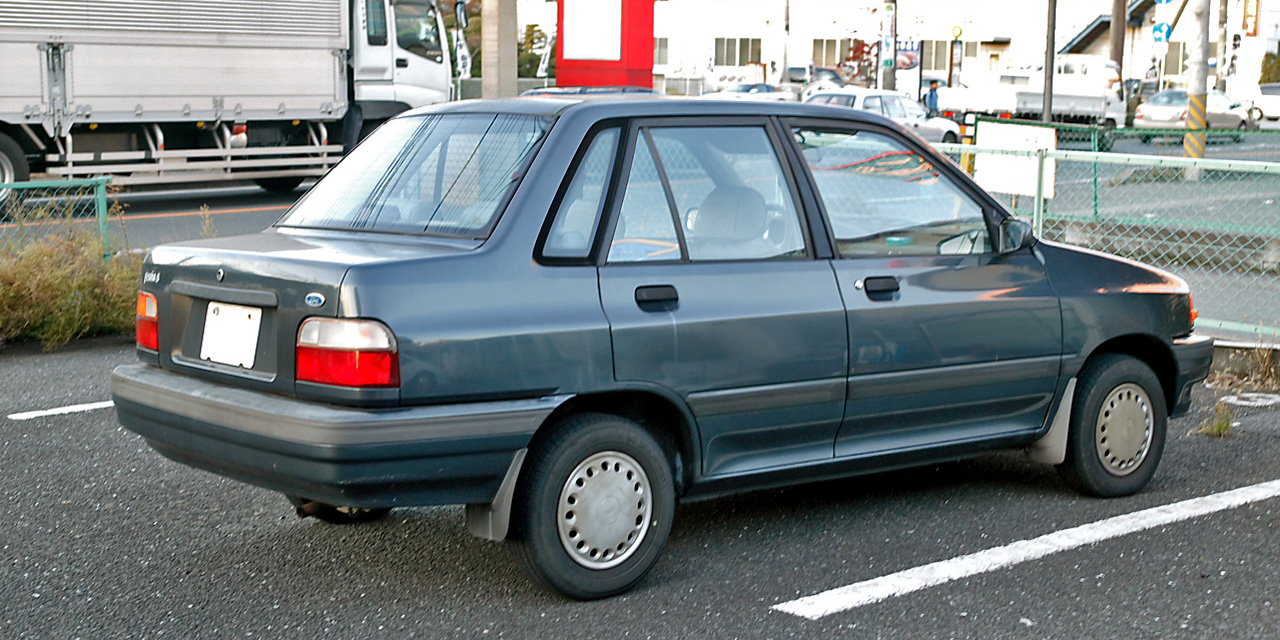
フェスティバβ （起亜製）
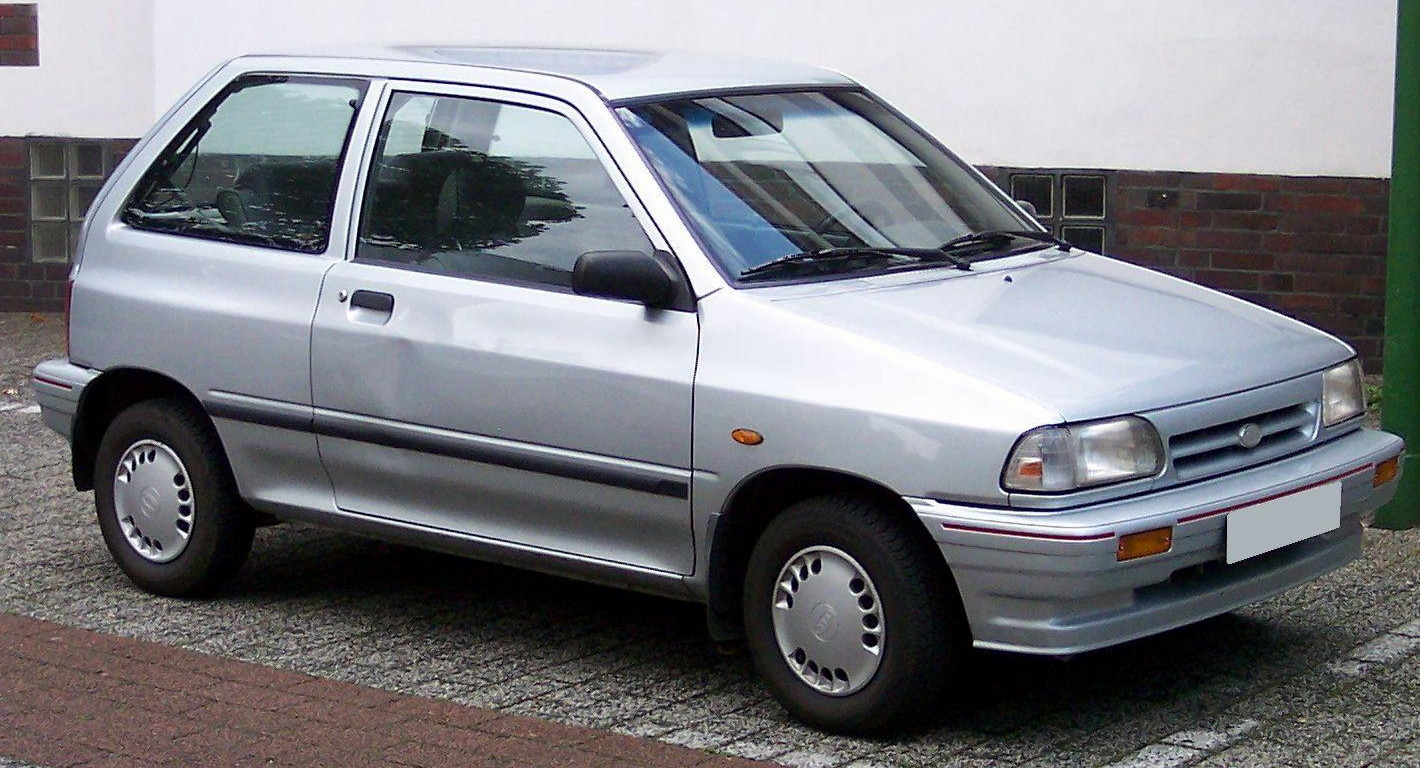
姉妹車のキア・プライド(3ドア)
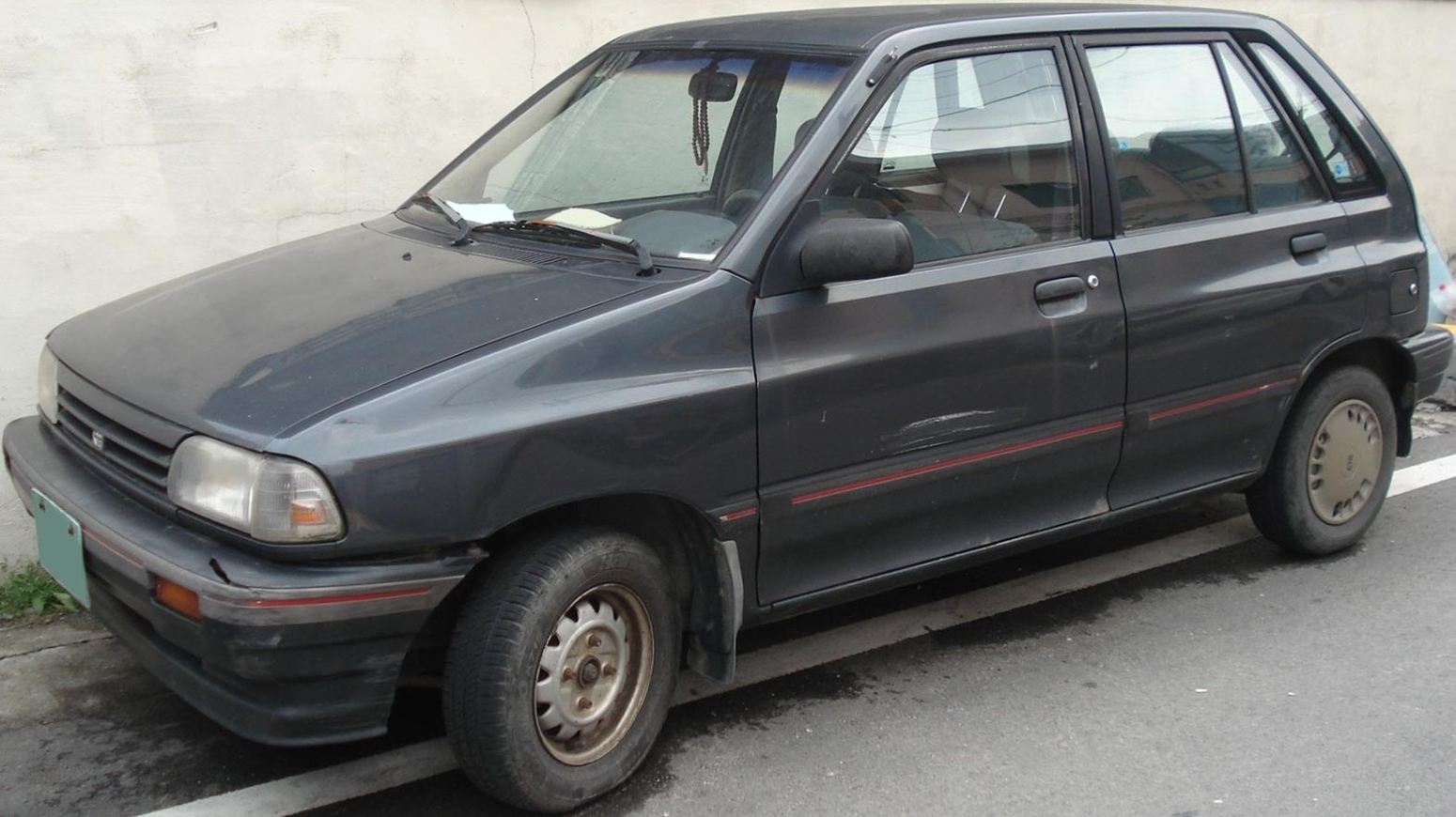
姉妹車のキア・プライド(5ドア)
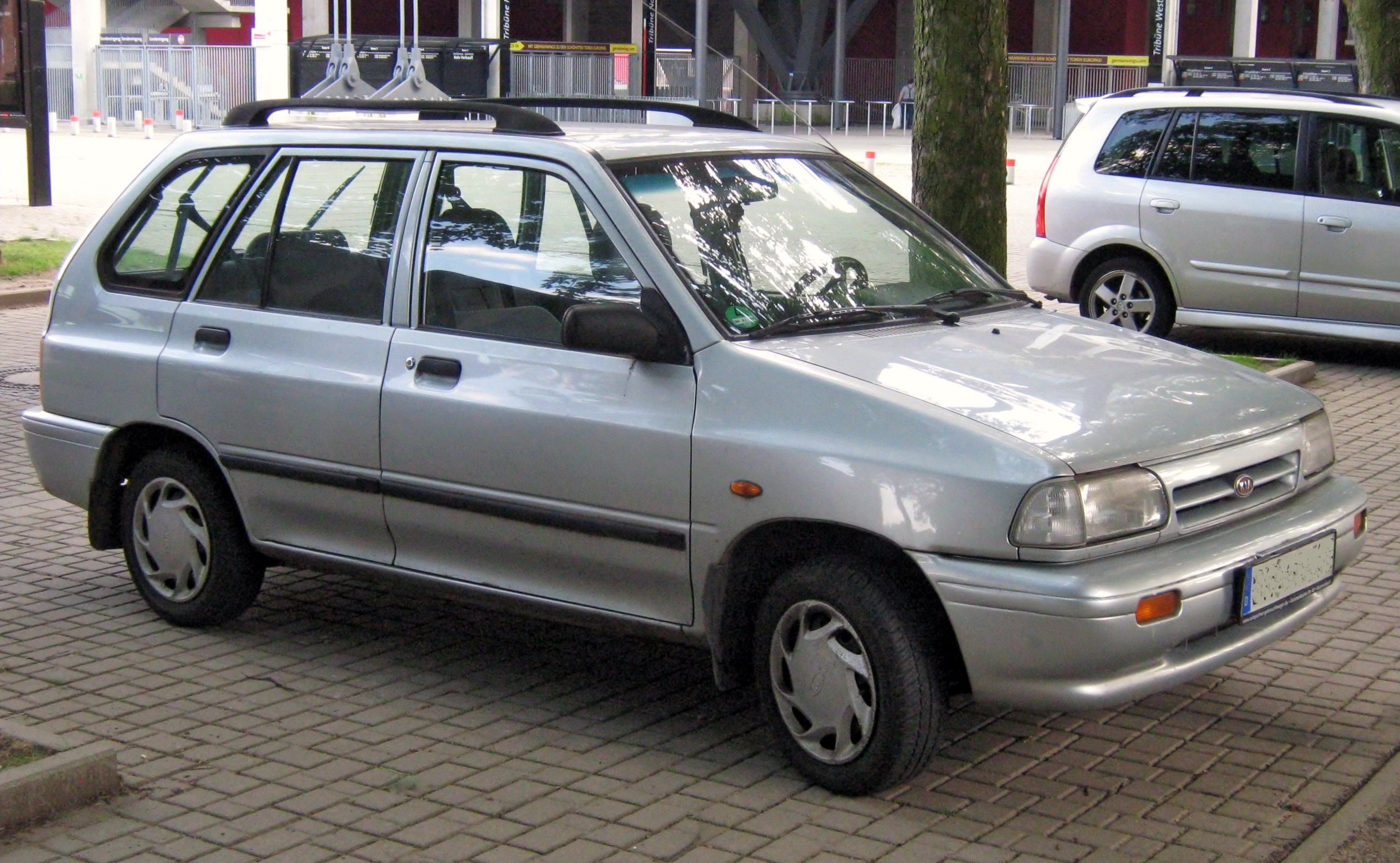
姉妹車のキア・プライド(ワゴン)

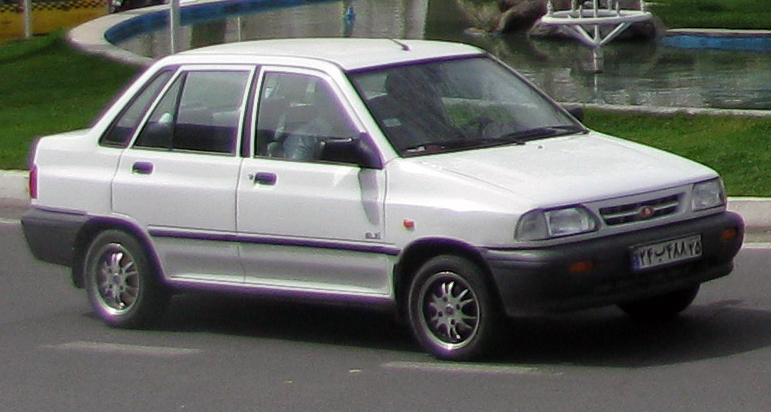
サーイパー・プライド GLXi
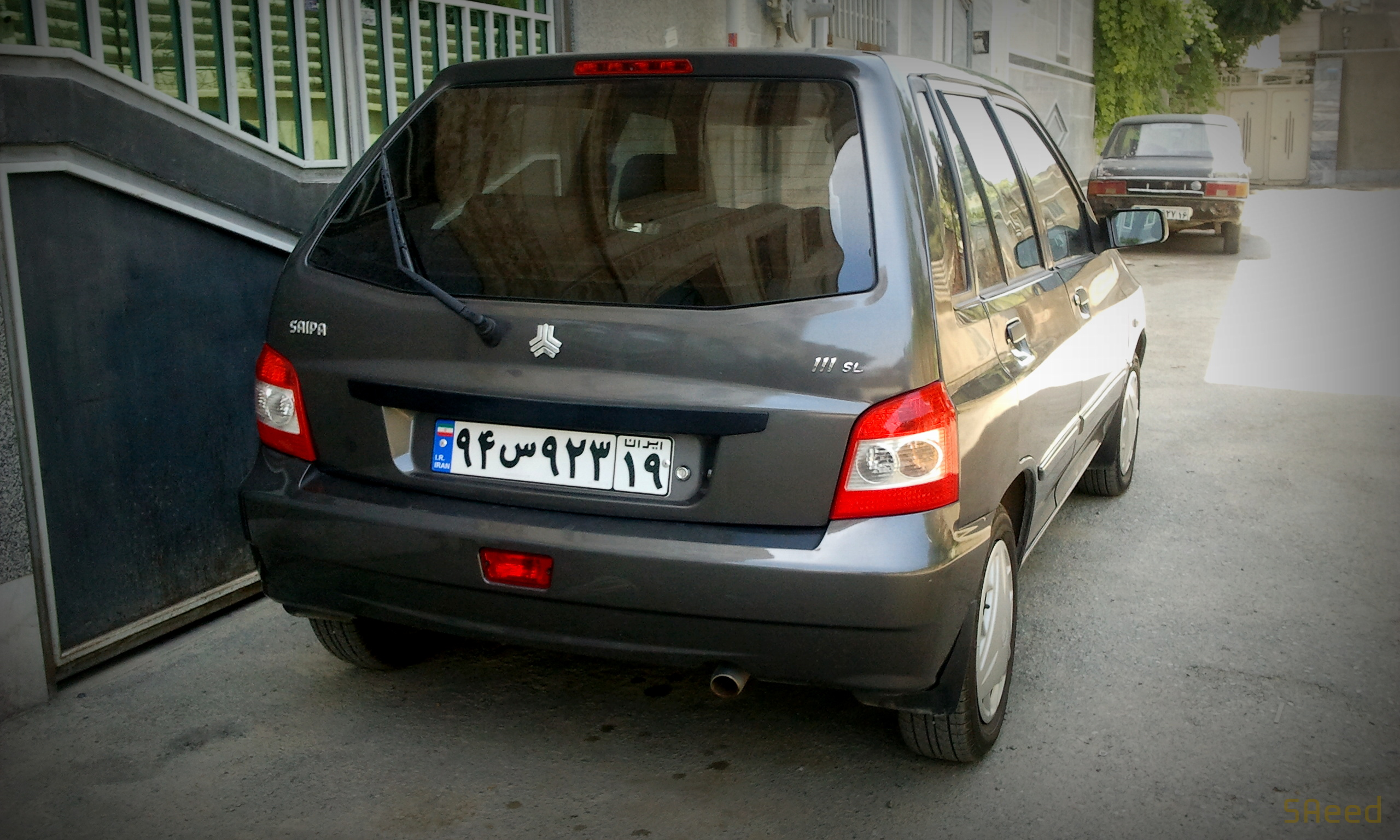
サーイパー・111
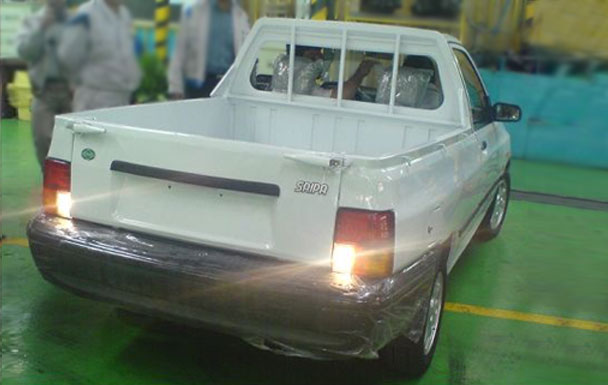
サーイパー・151

#### マツダ・121（第二世代）
ヨーロッパ及びオセアニア地域に向けては、2代目マツダ・121としてマツダディーラーから発売された。
特にオセアニア地域では起亜生産の「フォード・フェスティバ」と並行して販売されたため、フェスティバとは販売面では「ライバル」関係にもあった。
ラインナップは3ドアハッチバックのみだが、起亜生産車には設定の無かったキャンバストップ（海外での名称は「Fun Top」）が設定された。
1991年、「フルモデルチェンジ」が行われ、第三世代の121はオートザム・レビューベースへと置き換わる事となった。

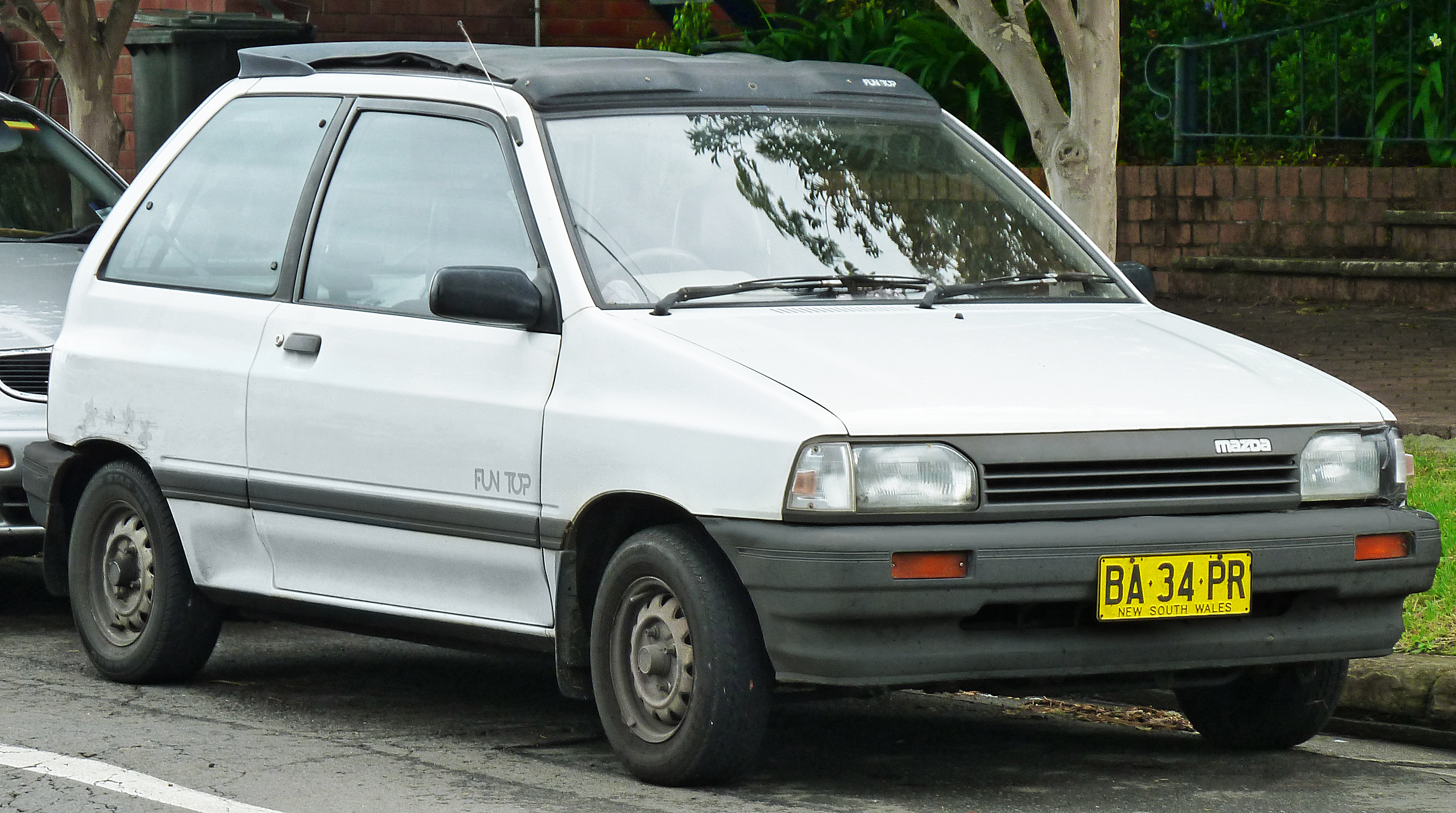
マツダ・121 ファントップ （オーストラリア）
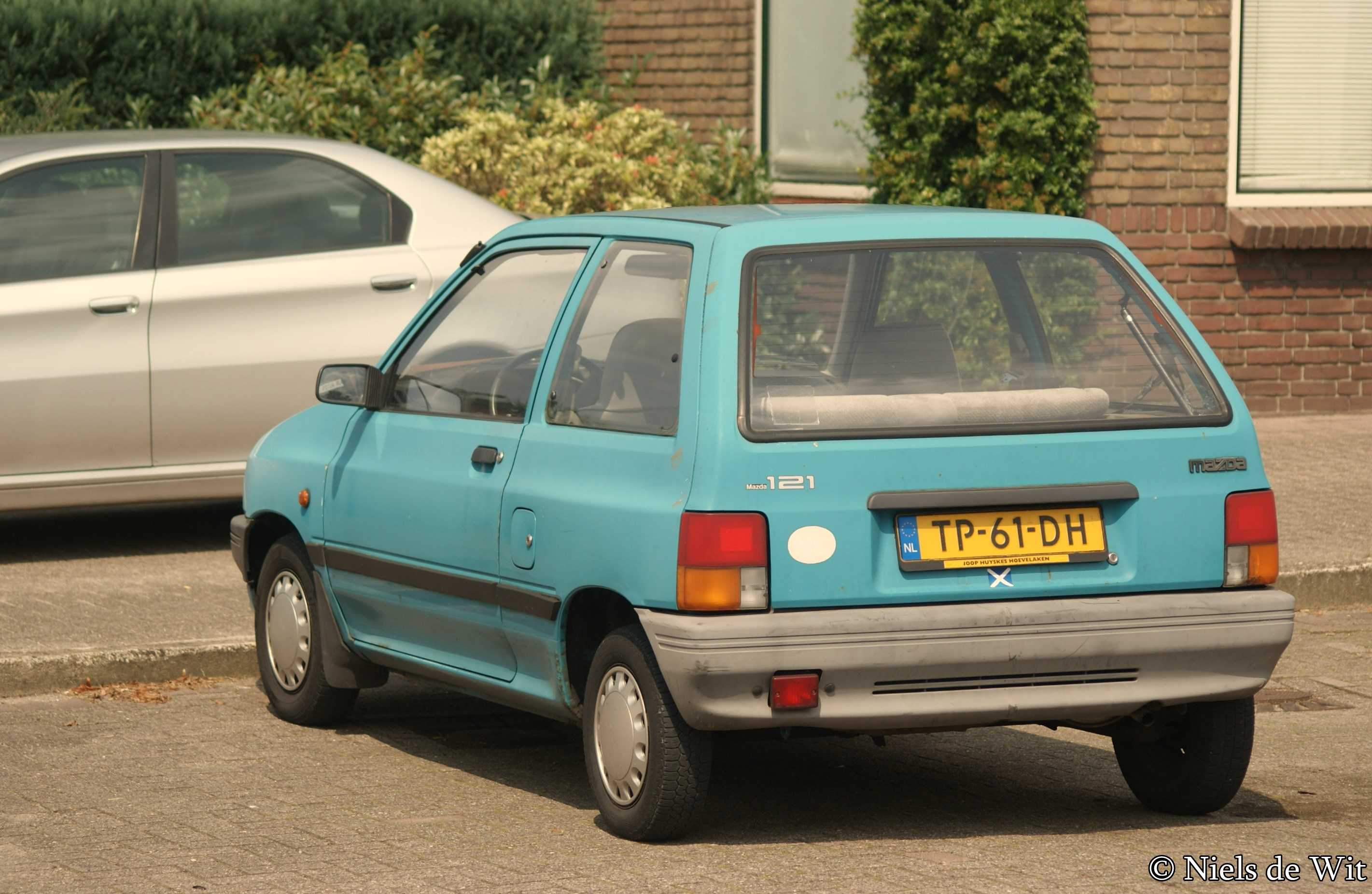
マツダ・121 1.1 DX （オランダ）
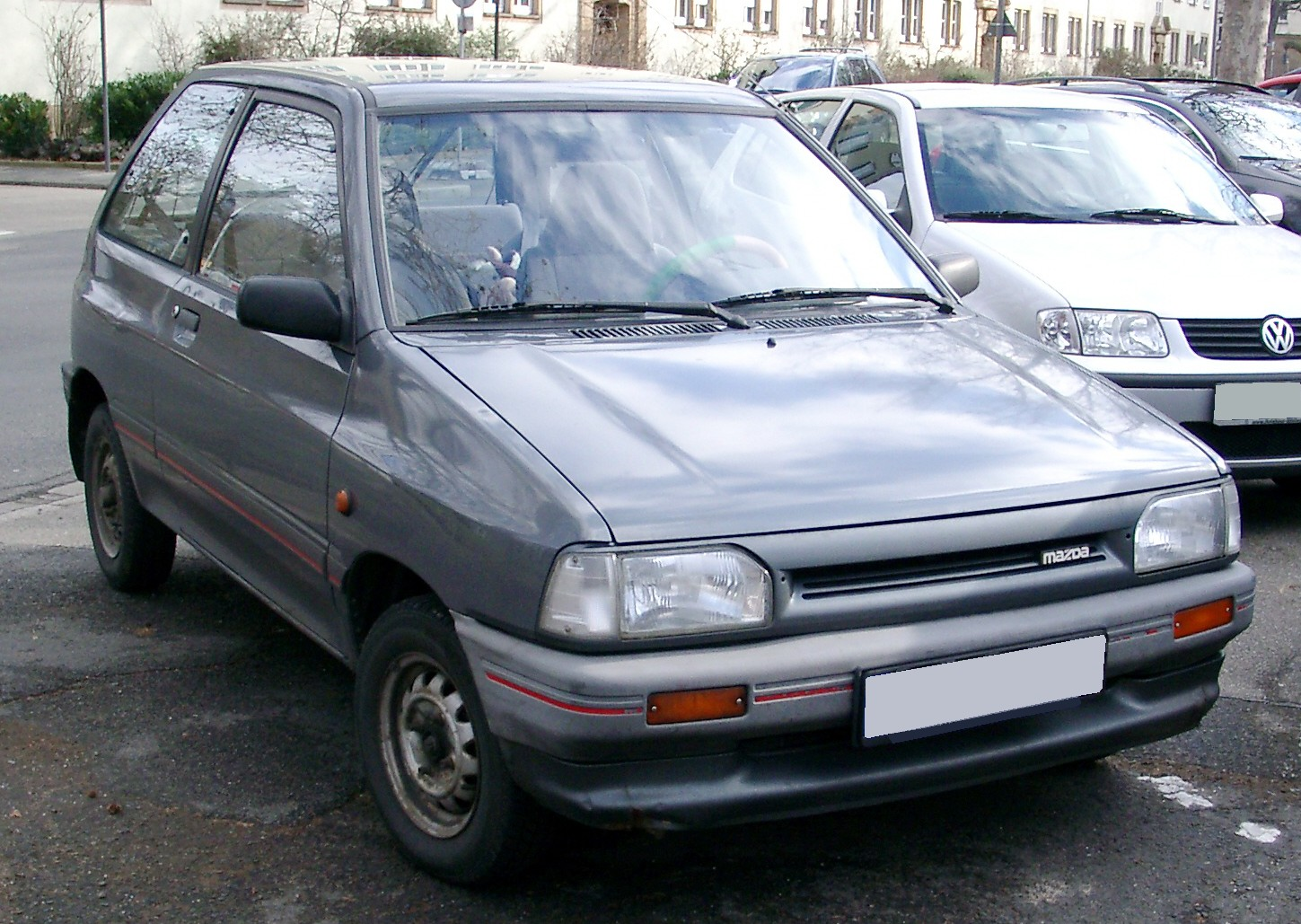
マツダ・121 フェイスリフト後 （ドイツ）

### 2代目 D25/23PF型（1993年 - 1997年）
北米と豪州市場の意向に沿うかたちで、デザインが大幅に変更され、クーペ風の外観になった。質感が低く大味なスタイリングと、後部座席の閉塞感が敬遠され、日本では販売不振に陥った。
エンジンは1気筒当たり4バルブ化された直列4気筒SOHCの1.3Lと1.5Lを採用。シャシーは新たにマツダ・Dプラットフォームを採用しているものの、基本的にはDAプラットフォームに小改良を行ったキャリーオーバーである。また旧型の GT / GT-X にあたるスポーツモデルの設定がなかったため、DOHCエンジンは搭載されなかった。
3代目にあたるフェスティバミニワゴンが発売された1996年にのちもしばらく併売されたが、同年7月、に生産を終了。1997年12月には3代目に統合する形で販売終了した。

#### キア・アヴェラ
2代目も起亜からアヴェラ（Avella）の名称で生産された。プライド同様、こちらにも5ドアやセダン（アヴェラ・デルタ）が存在する。ちなみにアヴェラは新規車種としてプライドと併売された。途中のマイナーチェンジで「デルタ」の名に統一された。アヴェラもプライドと同様にアメリカへ輸出され、フェスティバの後継車としてフォード・アスパイア（Aspire）の名で販売された。台湾でも「フォード・フェスティバ」（4ドア・3ドア・5ドア）として販売されたり、オーストラリアやニュージーランドではフェスティバの名称で、右ハンドル仕様が販売された。

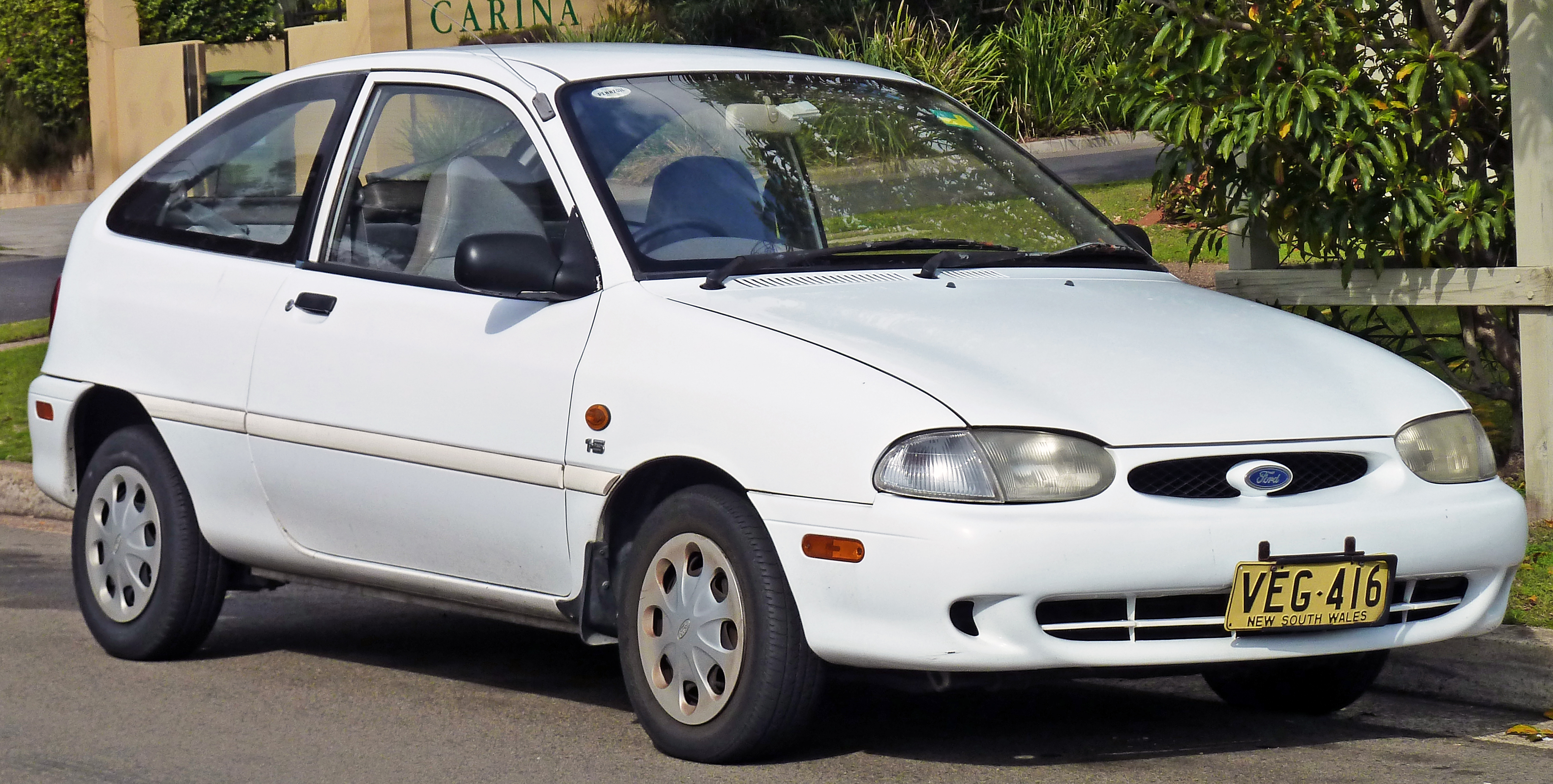
豪州仕様3ドア
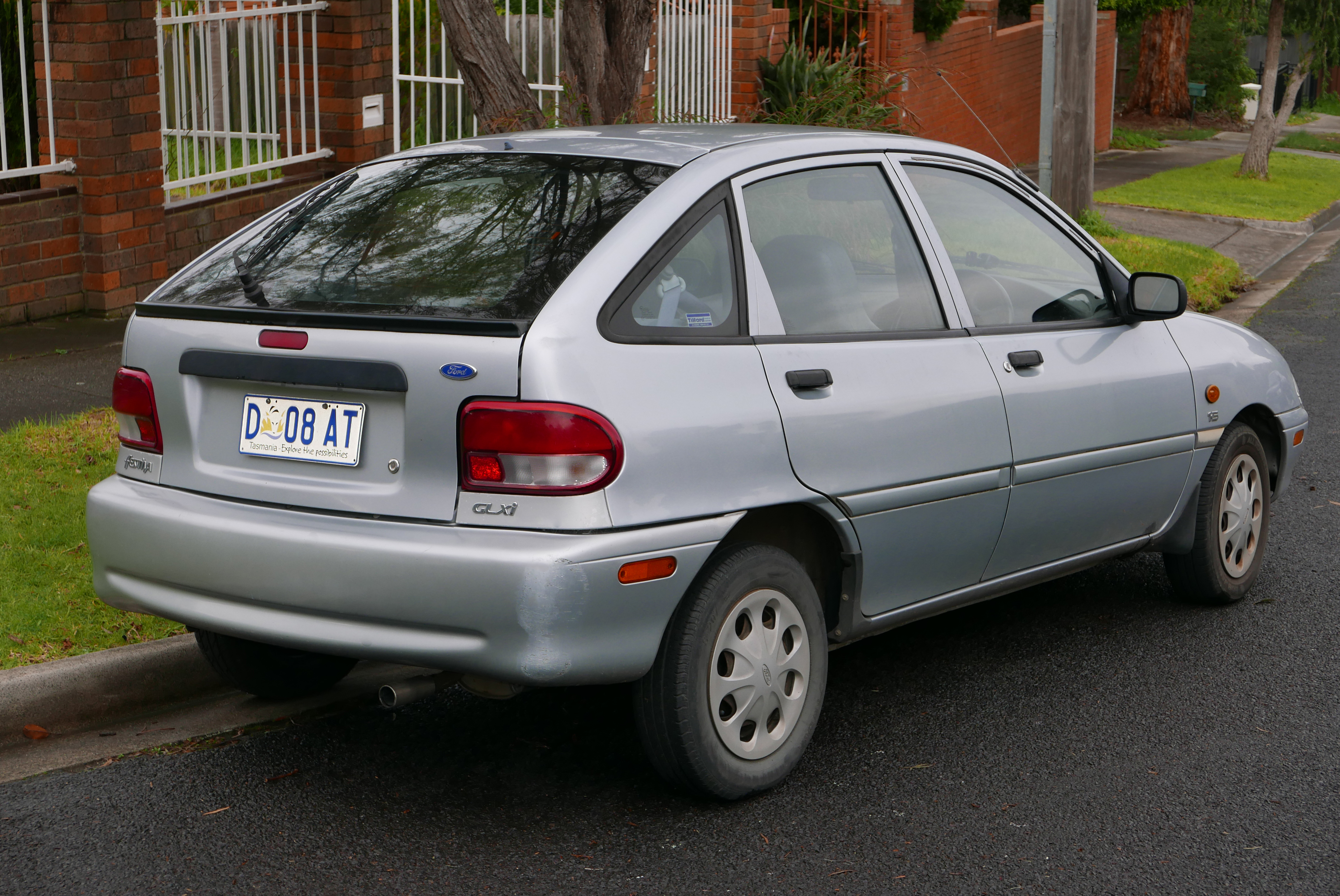
豪州仕様5ドア（リア）
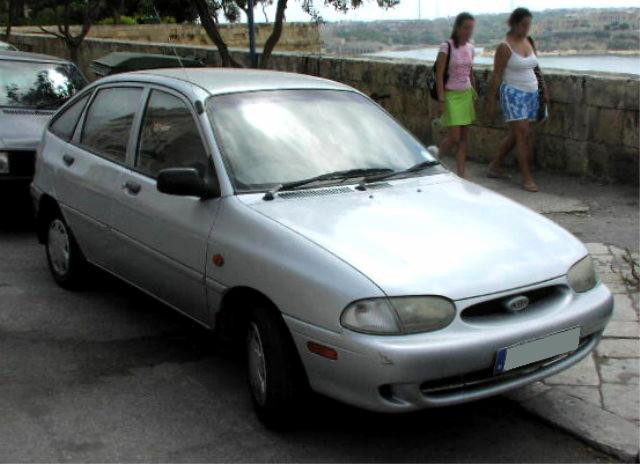
キア・アヴェラ
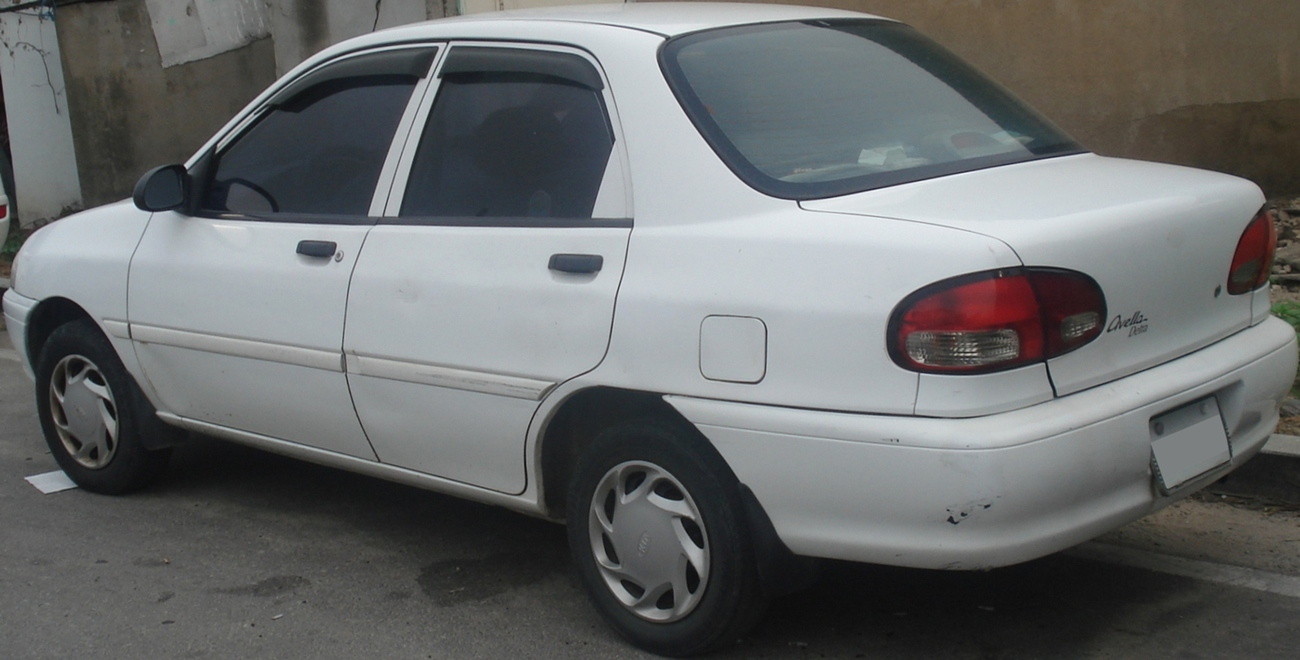
キア・アヴェラ セダン

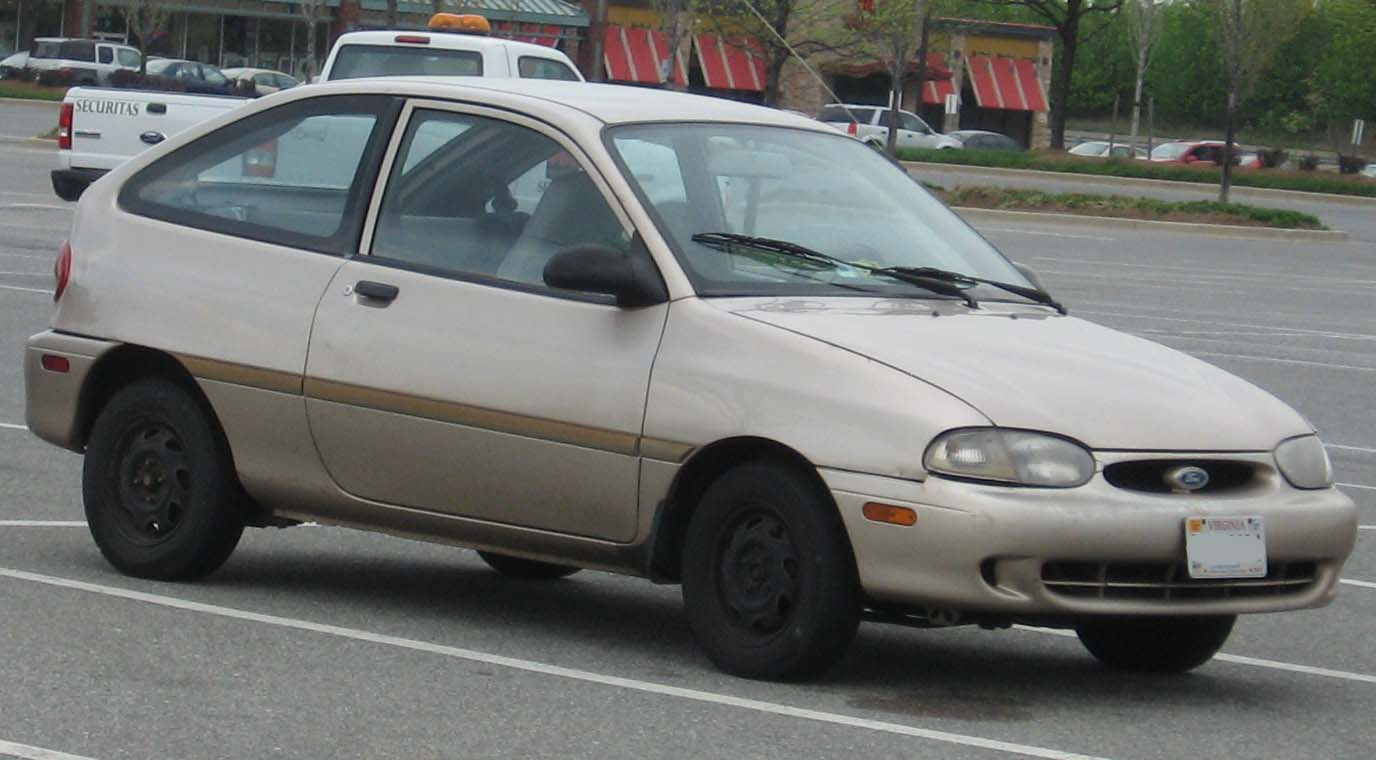
北米仕様アスパイア3ドア
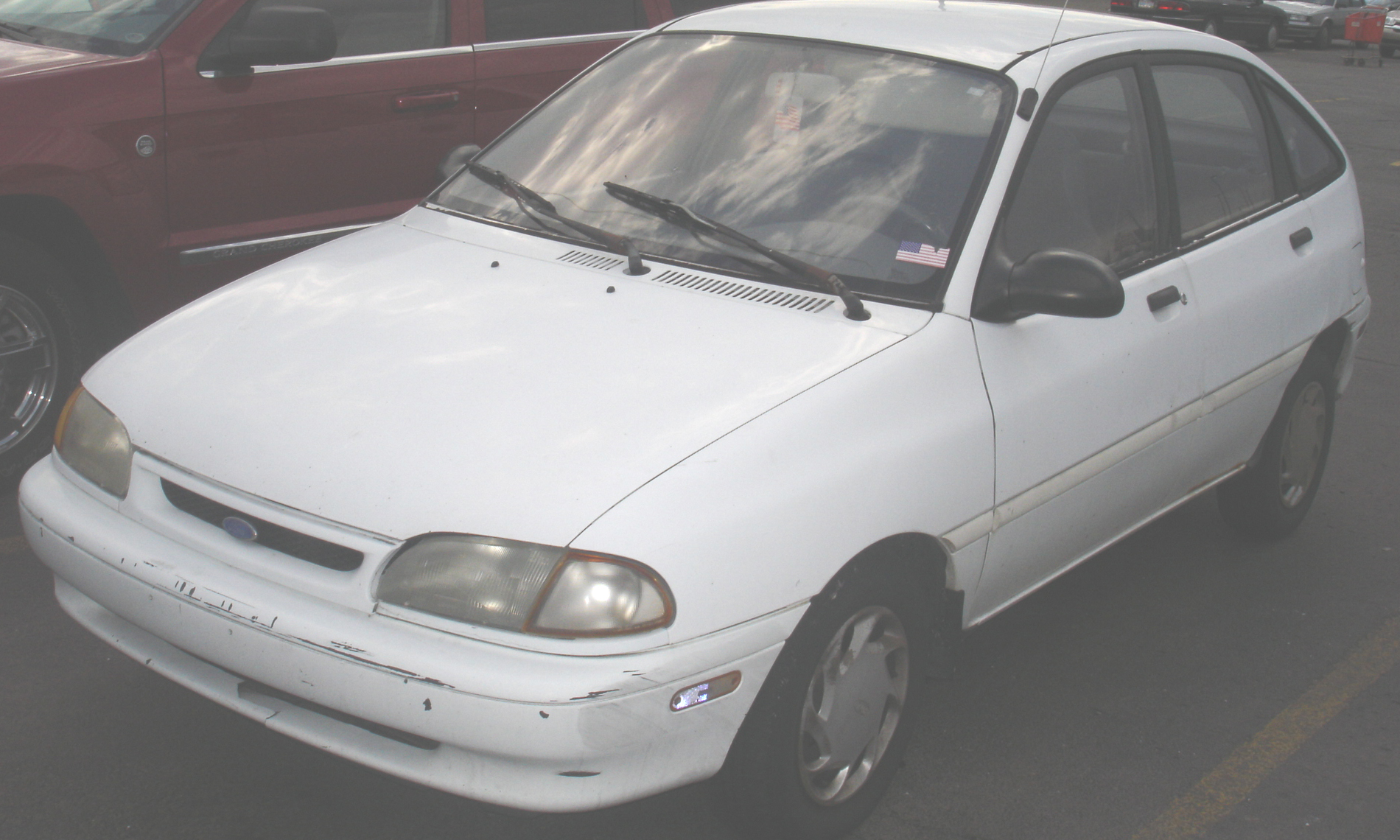
北米仕様アスパイア5ドア（フロント）
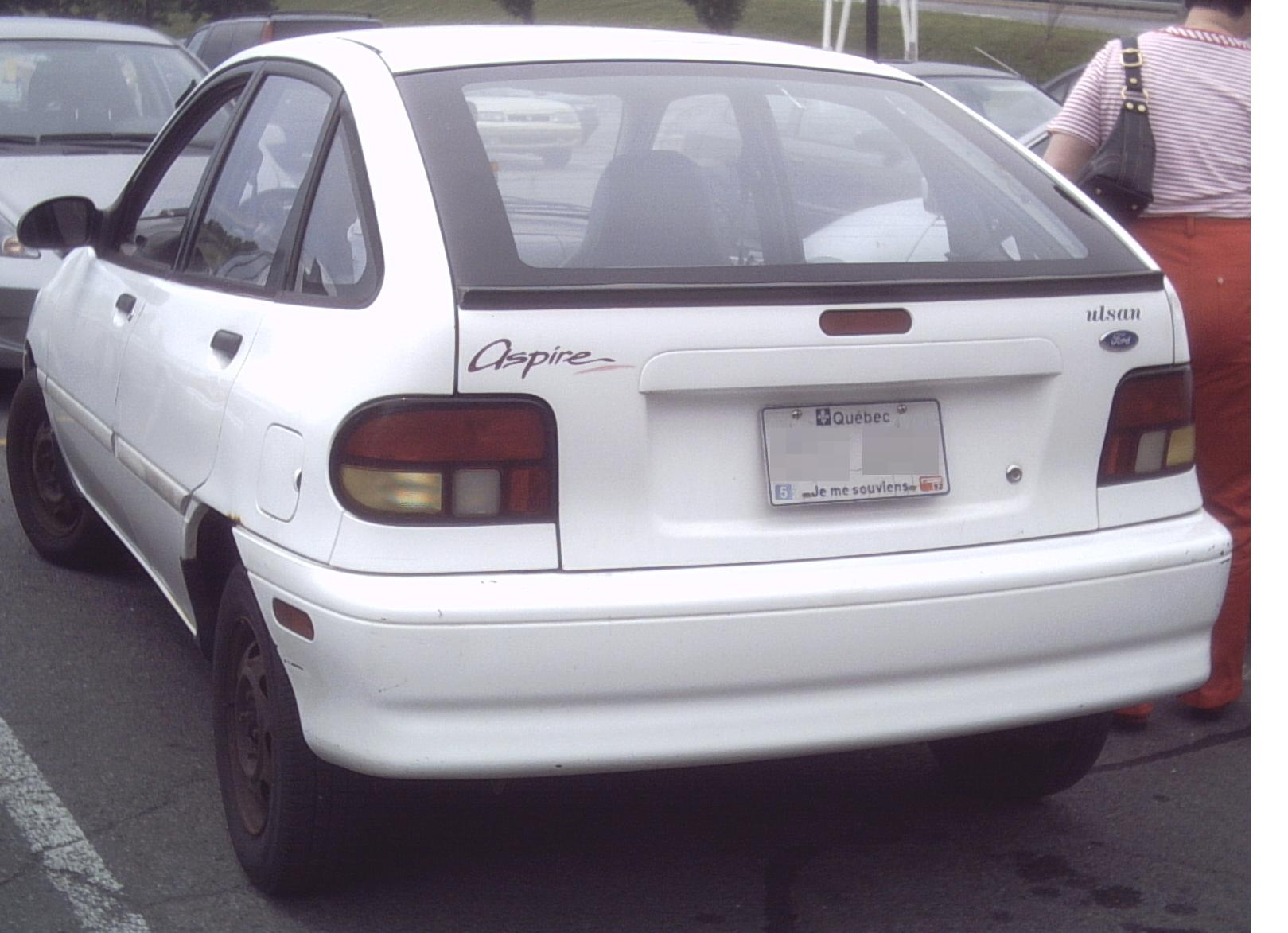
北米仕様アスパイア5ドア（リア）

### 3代目 DW3/5WF型 （1996年 - 2003年）
正確にはフェスティバは2代目で終焉を迎えることになったが、モデル末期にマツダ・デミオのOEM車両として併売されていたフェスティバ ミニワゴン（Festiva miniwagon）がフェスティバの名称を受け継ぐ事になった。
しかし2002年に入り、フォード・ジャパンがOEM車両の併売から欧米車のみの販売へと方針が転換され、本家デミオのフルモデルチェンジと、新型フィエスタの輸入開始を機に2003年9月に生産を、同年12月に販売を終了し、17年にわたるフェスティバの名称が消滅した。

## 車名の由来
フェスティバとは英語で「祭」を意味する「フェスティバル」からとられたもの。